# Norra IP
Norra idrottsplatsen (Norra IP) var tidigare Sandvikens IF:s hemmaarena i Allsvenskan. Även Sandvikens AIK bandy har spelat sina hemmamatcher på Norra IP fram till 1974 då man flyttade bandyn till den nya kostfrysna isbanan på Jernvallen. 

### Fotnoter
1. ↑  ”Norra IP”. aik.se. http://www.aik.se/fotboll/statistik/arena.php?id=59. Läst 16 december 2011.